# Visconte Montagu

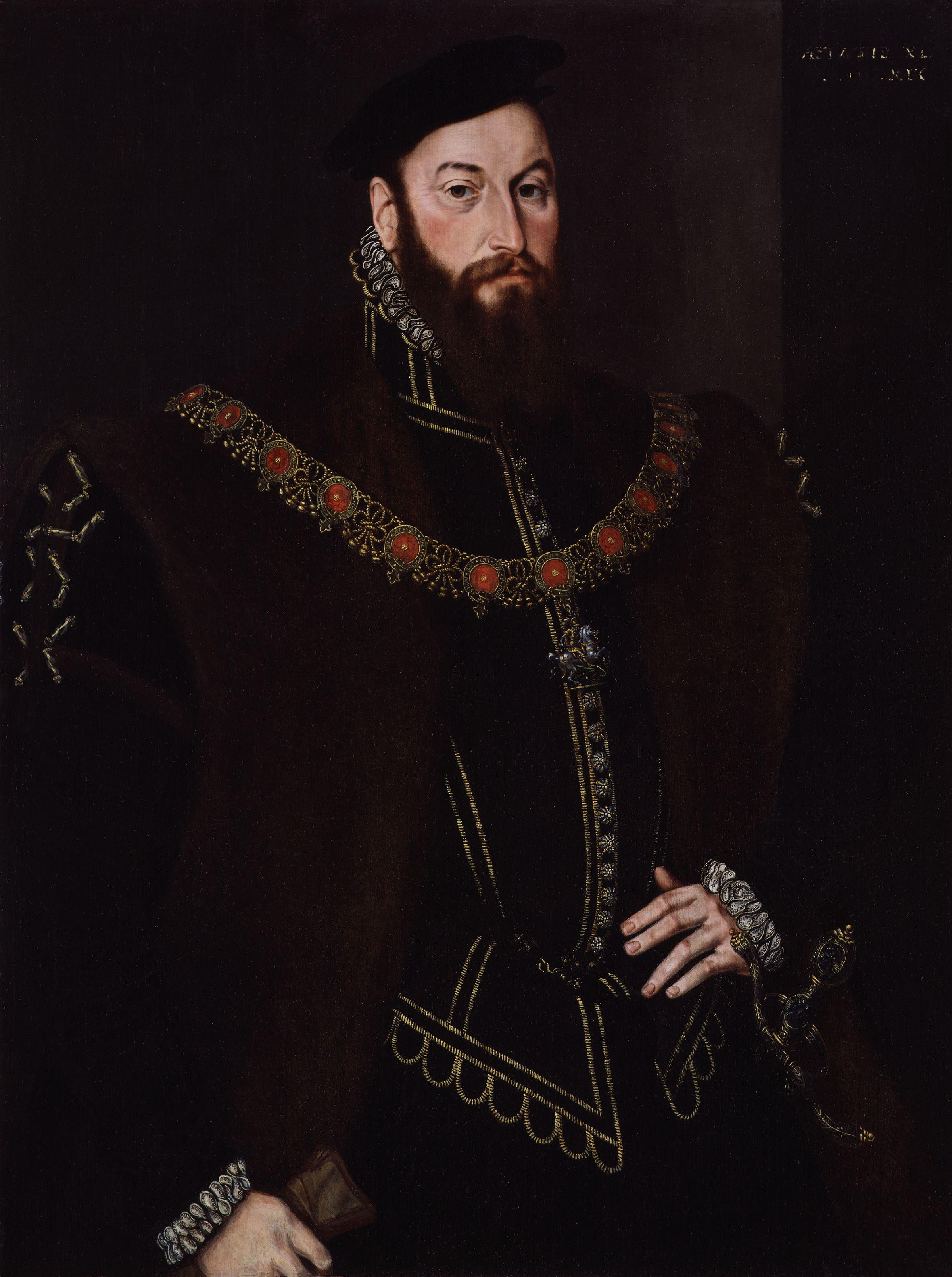
Ritratto del 1569 di Anthony Browne, I visconte Montagu ad opera di Hans Eworth.

Visconte Montagu  (Viscount Montagu) era un titolo ereditario della nobiltà britannica nella Parìa inglese (Pari d'Inghilterra). 
Il titolo venne creato il 2 settembre 1554 per Anthony Browne. Si estinse alla morte del IX visconte nel 1797. 
Il titolo di visconte Montagu venne prescelto per la linea di discendenza di John Neville, I marchese di Montagu. Sua figlia, Lucy Neville, era nonna di Anthony Browne. Questi venne creato visconte in correlazione anche alla ricchezza della sua famiglia. Cowdray House divenne la sede dei visconti Montagu.

## Visconti Montagu (1554)
- Anthony Browne, I visconte Montagu (1528–1592)
  - Hon. Anthony Browne (1552–1592)
- Anthony-Maria Browne, II visconte Montagu (1574–1629)
- Francis Browne, III visconte Montagu (1610–1682)
- Francis Browne, IV visconte Montagu (1638–1708)
- Henry Browne, V visconte Montagu (c. 1640–1717)
- Anthony Browne, VI visconte Montagu (1686–1767)
- Anthony Browne, VII visconte Montagu (1728–1787)
- George Browne, VIII visconte Montagu (1769–1793)
- Mark Browne, IX visconte Montagu (1745–1797)